# Стьордалсхалсен
Стьо̀рдалсхалсен (на норвежки: Stjørdalshalsen) е град в централната част на Норвегия. Разположен е на източния бряг на фиорда Тронхаймсфьор на Норвежко море във фюлке Нор-Трьонелаг около устието на река Стьордалселва. Намира се на около 400 km на север от столицата Осло. Главен административен център на община Стьордал. Има пристанище и жп гара. Ползва летището на съседния голям град Тронхайм. Население 10 638 жители според данни от преброяването към 1 януари 2008 г.